# وی شیهائو
وی شیهائو (انگلیسی: Wei Shihao؛ زادهٔ ۸ آوریل ۱۹۹۵) بازیکن فوتبال اهل چین است.
از باشگاه‌هایی که در آن بازی کرده‌است می‌توان به باشگاه فوتبال بوآویشتا، باشگاه فوتبال لیتشوئس، و باشگاه فوتبال فیرنسی اشاره کرد.
وی همچنین در تیم‌های ملی فوتبال زیر ۱۷ سال، زیر ۲۰ سال، زیر ۲۳ سال و بزرگسالان چین بازی کرده‌است.